# ニューコードNLP
ニューコードNLP（神経言語プログラミングのニューコード）とは、NLPパターンの教育と普及のための改訂バージョンである。1980年代の初頭から半ばにかけて、ジョン・グリンダーによって開発された。グリンダーは（リチャード・バンドラーとともに）オリジナルのクラシックコードNLPの共同開発者である。グリンダーはクラシックコードNLPのコード化において見られたいくつかの設計上の欠陥を修正する目的でニューコードNLPを開発した。また、ジュディス・ディロージャ（当時グリンダーアソシエイトに所属）もいくつかの側面においてニューコードNLPの共同創始者とされている。

## 原則
1980年代初頭、ジョン グリンダーは自身が共同開発した分野の状勢を調査し、NLPプラクティショナー（NLP実践者達）の自己不一致にいくらかの失望を持っていた。　グリンダーは、NLPでトレーニングされた人々が、クライエントに対して、魔法の呪文を唱え、強力な変化パターンを使えるのにもかかわらず、自分達の人生に対しては、NLPを適用することについて無残にも失敗しているのを見た。グリンダーは以下のように述べている。
「ニューコードは、1980年代中頃、私ジョン・グリンダーと初期のジュディス・ディロージャーおよび、その後のカルメン・ボスティック・サンクレアの貢献によって開発された一式のパターンです。ニューコードを創始した動機は複数ありますが、その中には私がリチャード バンドラーと共に創始したNLPにいくつかの重大な欠陥が含まれていたという認識があります。1970年代後半、私は多くのNLPプラクティショナー達をトレーニングしました。彼らは実に素晴らしく、彼らのクライエントに対して変化ワークを行っているにもかかわらず、自分自身に対して成功的にNLPを適用することを選択していなかったり、適用できるだけの選択肢が足りないでいるということに気がつきました。
したがって、私は、（おおよそ1974年から1978年にかけてリチャード・バンドラーと共同作業した）クラシックコードの欠陥を正しくコード化する一式のパターンを設計する目的で出発しました。クラシックコードは、提供者が自己適用でき、自己一致していないと、効果的に提供され得ないのです。」
彼自身の声明によると、現時点においてジョン・グリンダーはクラシックコードNLPを通してでは、トレーニングされた人に自己一致をもたらすことを完全には達成することはできていないと言う。こうした課題に対してのジョン・グリンダーとカルメン・ボスティックの継続的な探求の結果、NLPのチェンジワークの質を大きく進歩させたニューコードNLPのパターン一式が誕生した。
ニューコードNLPが出てきた際、明確な違いが示された。ニューコードNLPは、クラシックコードNLPと違い、専門家達の活動に対する深く拡張されたモデリングとトレーニングの自然な結果として生じたものであり、またクラシックコードの基礎となる設計変数を解明する設計者のモデルであった。NLPの再コード化はグリンダーが古典的なコードパターンにおける欠点であると考えた部分を修正する機会となった。
ニューコードNLPはクラシックコードNLPの設計変数を極端に取り除いている。例えばニューコードのリソースステートは、過去の経験にまったく触れないコンテントフリーのハイパフォーマンスステートを活性化するゲームやタスクによって作り出される。 ニューコード変化フォーマットの特徴の1つは行動的な変化の検証と選択である。それは、体感覚的なシグナルを使用して、無意識をカリブレーションすることによってなされる。

## ニューコードNLPの特性とその目的
1. 望むステートやリソース、新しい行動を選択するための、クライアントの無意識の明示的な関与。
2. 新しい行動は元の肯定的意図を満たさなければならない。
3. 変化は、行動のレベルよりもステートのレベルかつ/または、意図のレベルで起こる。

グリンダーとボスティック は下記をニューコードに含まれるもっとも実質的なパターンであるとしている。
1. 複数の知覚ポジション。特に三重記述（第1、第2および第3ポジション）
2. 明示的なフレーミング（アウトカムフレーム、意図フレーム、結果フレーム、関連確認の質問を含む）
3. 論理レベルなどの階層を含む関係を管理します。（ロバート・ディルツのニューロロジカルレベルと混同しないように）
4. タイムライン（これはグリンダーによると、80年代初頭、グリンダーとディルツの共同セミナーにおいて、エクササイズとして開発されたのがはじまりである。）
5. バーバルパッケージ：（メタモデル（NLP）の効率化されたバージョン）少ない質問で、明示的なフレーミングをし、記述、解釈、評価と呼ばれるような言葉に対して、洗練された区別を行う言語パターン。
6. 4ステップ変化フォーマット　：3番目のステップは通常、ハイパフォーマンスステートを引き起こすためにデザインされたニューコードゲームが含まれている。ゲームには、アルファベットゲーム、NASAゲーム、ロジャー・タッブのトランポリンエクササイズの変形バージョンなどがある。
7. サンクチュアリ：深くそれを体験するまでは、意識的に気がつかないほどゆっくりと忍び寄るような望んでいない状態や、コントロールを失うくらいすばやく迫ってくる望んでいない状態を操作するプロセス
8. 無意識とのコミュニケーションのための複数形式の不随意シグナル
9. 性格形容